# Инубия-Паулиста
Инубия-Паулиста (порт. Inúbia Paulista) — муниципалитет в Бразилии, входит в штат Сан-Паулу. Составная часть мезорегиона Президенти-Пруденти. Входит в экономико-статистический микрорегион Адамантина. Население составляет 3291 человек на 2006 год. Занимает площадь 86,710 км². Плотность населения — 38,0 чел./км².

## История
Город основан 18 февраля 1959 года.

## Статистика
- Валовой внутренний продукт на 2003 составляет 26 433 330,00 реалов (данные: Бразильский институт географии и статистики).
- Валовой внутренний продукт на душу населения на 2003 составляет 8002,83 реала (данные: Бразильский институт географии и статистики).
- Индекс развития человеческого потенциала на 2000 составляет 0,786 (данные: Программа развития ООН).